# Калинівка (Макіївська сільська громада)
Кали́нівка (МФА: [kɐˈɫɪɲiu̯kɐ] ( прослухати)) — село в Україні, у Макіївській сільській громаді Ніжинського району Чернігівської області. Населення становить 397 осіб. Центр Калинівського старостинського округу.
До 2020 орган місцевого самоврядування — Калинівська сільська рада.

## Старостинський округ
Калинівський старостинський округ Макіївської сільської громади об'єднує села Калинівка, Коломійцівка, Вили, Мильники.

## Видатні люди
У селі народилися:
- Вихор Іван Єлисейович (1878 — дата смерті невідома). Учасник Російсько-Японської війни 1904-1905 років. Георгіївський кавалер.
- Вихор Степан Пилипович (1914—2002) — військовик, генерал-лейтенант.
- Довжок Євген Михайлович (1935—2018) — гірничий інженер-геолог, фахівець у сфері геології та розробки нафтових і газових родовищ, управлінець.
- Друзь Іван Миколайович (1955—2009) — військовий лікар, полковник медичної служби.
- Новик Михайло Михайлович (*1949) — заслужений журналіст України.